# ロイニエル・ムステリエル
ロニエル・ムステリエル・ソレール (Ronnier Mustelier Soler, 1984年8月8日 - )は、キューバ共和国サンティアーゴ・デ・クーバ州サンティアーゴ・デ・クーバ出身の元プロ野球選手（外野手）。右投右打。

## 経歴

### キューバ時代
2022-2003シーズンにキューバ国内リーグであるセリエ・ナシオナル・デ・ベイスボルのアビスパス・デ・サンティアーゴ・デ・クーバでデビュー。
2005-2006シーズン後半から左翼手の定位置争いに加わり、その年のプレーオフで活躍。
2006-2007シーズンにはトップバッターの重責も担った。その年のプレーオフではベテランのアレクサンデル・ホルヘより三塁手の座を引き継いだ。
2007年にはイタリア親善試合にも選出された。
2009年に亡命。

### ヤンキース傘下時代
2011年6月にニューヨーク・ヤンキースと契約。ルーキー級ガルフ・コーストリーグ・ヤンキースとA+級タンパ・ヤンキースでプレー。
2012年はAA級トレントン・サンダー、AAA級スクラントン・ウィルクスバリ・レイルライダースでプレー。
2013年はスプリング・トレーニングに参加。3月1日のフィラデルフィア・フィリーズ戦では6回に本塁打を放つなど活躍したが、3月14日のミネソタ・ツインズ戦で、4回にファールボールを追いかけた際にフェンスに衝突し、負傷したため途中交代した。開幕後はA+級タンパ、5月からAAA級スクラントン・ウィルクスバリ、7月からルーキー級ガルフ・コーストリーグ（ヤンキース1・ヤンキース2）でプレーした。
2014年5月6日に自由契約となった。

### メキシカンリーグ時代
2014年5月11日にメキシカンリーグのキンタナロー・タイガースと契約した。7月1日にはラグナ・カウボーイズへトレードされた。

### ブレーブス傘下時代
2015年11月24日にアトランタ・ブレーブスとマイナー契約を結んだ。
2016年の開幕は傘下のAAA級グウィネット・ブレーブスで迎えた。7月3日にメジャー契約を結んで25人枠したが、メジャーデビューを果たすことなく翌4日にAAA級グウィネットへ降格した。7月20日に40人枠から外れた。この年はAAA級グウィネットで117試合に出場し、打率.291、5本塁打、50打点の成績を残した。
2017年3月31日に自由契約となった。

### メキシカンリーグ復帰
2017年4月18日にメキシカンリーグのユカタン・ライオンズと契約した。10月2日に自由契約となった。
2018年3月22日にタバスコ・キャトルメンと契約した。2019年には106試合に出場して打率.366、13本塁打、73打点と結果を残した。2021年は60試合に出場して打率.268、2本塁打、21打点を記録。2022年1月4日に自由契約となった。
2022年1月23日にキンタナロー・タイガースと契約した。29試合に出場し、打率.299、3本塁打、13打点を記録していたが、6月17日に自由契約となった。

### 現役引退後
2023年5月23日に古巣のキンタナロー・タイガースの打撃コーチに就任。わずか2日後の5月25日には前監督の解任を受けて暫定監督に就任した。6月27日にカルロス・ガステラムが正式な新監督に就任したのに伴い暫定監督を退任した。

## 詳細情報

### 年度別打撃成績
| 年 度   | 所 属 | 試 合 | 打 数 | 得 点 | 安 打 | 二 塁 打 | 三 塁 打 | 本 塁 打 | 塁 打 | 打 点 | 盗 塁 | 盗 塁 死 | 犠 打 | 犠 飛 | 四 球 | 敬 遠 | 死 球 | 三 振 | 併 殺 打 | 打 率 | 長 打 率 | 出 塁 率 | O P S |
| ------- | ----- | ----- | ----- | ----- | ----- | -------- | -------- | -------- | ----- | ----- | ----- | -------- | ----- | ----- | ----- | ----- | ----- | ----- | -------- | ----- | -------- | -------- | ----- |
| 2002-03 | S C U | 50    | 33    | 10    | 9     | 2        | 1        | 0        | 13    | 3     | 1     | 0        | 0     | 0     | 2     | 0     | 2     | 6     | 1        | .273  | .394     | .351     | .745  |
| 2003-04 | S C U | 58    | 74    | 20    | 21    | 0        | 1        | 2        | 29    | 13    | 1     | 4        | 2     | 1     | 8     | 0     | 2     | 13    | 3        | .284  | .392     | .369     | .761  |
| 2004-05 | S C U | 63    | 191   | 34    | 51    | 6        | 2        | 3        | 70    | 11    | 5     | 9        | 11    | 0     | 24    | 0     | 3     | 35    | 2        | .267  | .366     | .358     | .724  |
| 2005-06 | S C U | 43    | 169   | 44    | 53    | 15       | 4        | 1        | 79    | 24    | 5     | 2        | 3     | 1     | 24    | 1     | 6     | 28    | 4        | .314  | .467     | .417     | .884  |
| 2006-07 | S C U | 88    | 333   | 77    | 105   | 20       | 3        | 12       | 167   | 55    | 4     | 7        | 3     | 4     | 45    | 0     | 12    | 53    | 2        | .315  | .502     | .415     | .917  |
| 2007-08 | S C U | 76    | 296   | 64    | 89    | 15       | 2        | 15       | 153   | 70    | 9     | 5        | 1     | 3     | 45    | 5     | 10    | 36    | 5        | .301  | .517     | .410     | .927  |
| 2008-09 | S C U | 88    | 356   | 78    | 100   | 17       | 3        | 9        | 150   | 59    | 6     | 5        | 5     | 3     | 61    | 1     | 15    | 46    | 9        | .281  | .421     | .407     | .828  |
| Total   | Total | 466   | 1452  | 327   | 428   | 75       | 16       | 42       | 661   | 235   | 31    | 32       | 25    | 12    | 209   | 7     | 50    | 217   | 26       | .295  | .455     | .402     | .857  |